# 디 엣지 (영화)
《디 엣지》(The Edge)는 미국에서 제작된 리 타마호리 감독의 1997년 드라마, 액션, 모험, 스릴러 영화이다. 안소니 홉킨스 등이 주연으로 출연하였고 아트 린슨 등이 제작에 참여하였다.

## 출연

### 주연
- 앤서니 홉킨스
- 앨릭 볼드윈

### 조연
- 엘 맥퍼슨
- 해럴드 페리노
- L.Q. 존스

## SBS 성우진 (2005년 8월 7일)
- 장광 - 찰스(앤서니 홉킨스)
- 박일 - 밥(앨릭 볼드윈)
- 윤성혜 - 미키(엘 맥퍼슨)
- 서문석 - 스테판(해럴드 페리노)
- 조동희 - 스타일스(L. Q. 존스)
- 장주영
- 고재균
- 최은애

## 기타
- 미술: 울프 크로에거
- 의상: 줄리 웨이스
- 배역: 도나 아이삭슨